# لين جونسون (صحفية)
لين جونسون (بالإنجليزية: Lynn Johnson)‏ هي صحفية ومصورة أمريكية، ولدت في القرن العشرين.